# Hor Pooh
Hor Pooh (* um 1850 im Kaiserreich China; † 1919 in New York; alternative Schreibweisen: Ho Pook, Hor Poa, Hor Lup Chut) war ein sinoamerikanischer Kaufmann und Ende des 19. Jahrhunderts „Bürgermeister“ von New Yorks Chinatown.
Er wurde in einem Dorf im Süden der Provinz Kanton geboren. Seine Geburtsregion wurde damals Toishan genannt und liegt in der heutigen Siyi-Region (四邑,  Sìyì), dem weiten Umland der heutige Millionenstadt Taishan, die bis 1914 Xinning genannt wurde. 1873 emigrierte er in die USA und siedelte über San Francisco nach New York (1881). Er war einer der Bandenführer in den New Yorker Tong-Kriegen. Als älterer und erfolgreicher Kaufmann war er innerhalb von Chinatown prominent und wurde als eine Art „Bürgermeister“ respektiert, der auch für Mitglieder der Tong bürgen konnte, die nach New York kamen oder von dort weggingen.
Hor hatte drei Ehefrauen, eine in New York und zwei in China. Seine New Yorker Ehefrau war seine dritte Ehefrau und kam mit ihrer Familie um 1890 aus Toishan nach New York. An ihren Vater bezahlte er 1200 Dollar, um sie 1896 heiraten zu dürfen. Er unternahm zahlreiche Reisen zurück nach China und bauten seinen anderen Ehefrauen in Toishan Häuser. 1919 starb er in New York an Tuberkulose.
Sein Enkel ließ den Familiennamen in den späten 1940er Jahren von Hor in Hall anglisieren. Hor Poohs Urenkel war der 2003 verstorbene Autor und Schauspieler Bruce Edward Hall.